# Pseudopartona ornata
Pseudopartona ornata är en spindelart som beskrevs av Lodovico di Caporiacco 1954. Pseudopartona ornata ingår i släktet Pseudopartona och familjen hoppspindlar. Inga underarter finns listade i Catalogue of Life.